# Die Liste (Fernsehfilm)
Die Liste (Originaltitel: The Client List) ist ein US-amerikanischer Fernsehfilm aus dem Jahr 2010 von Eric Laneuville mit Jennifer Love Hewitt in der Hauptrolle. Der Film ist eine fiktive Dramatisierung des Prostitutions-Skandal in Odessa, Texas im Jahr 2004 und folgt Horton Samantha, einer Mutter von drei Kindern, die sich prostituiert um über die Runden zu kommen. Der Film wurde erstmals am 19. Juli 2010 beim Kabelsender Lifetime Television ausgestrahlt. Die deutschsprachige Erstausstrahlung erfolgte am 18. Januar 2012 bei Sky.

## Handlung
Samantha „Sam“ Horton, eine ehemalige Schönheitskönigin von Texas, Mutter von drei Kindern und gelernte Physiotherapeutin, und ihr Mann, Rex, ein ehemaliger Football-Spieler, haben finanzielle Schwierigkeiten und können die Hypothek für ihr Haus nicht mehr bezahlen. Da ihrem Haus in einem Monat die Zwangsvollstreckung droht, begibt sich Sam verzweifelt auf die Suche nach einem Job. Sie findet schließlich einen Job in einem Massagesalon, entdeckt wenig später aber, dass die Masseurinnen tatsächlich Prostituierte für prominente Mitglieder der Gesellschaft sind.
Zunächst weigert sich Sam den Job anzunehmen, doch als in einer Nacht das Geld nicht für genug Sprit reicht, wird ihr klar, wie sehr ihre Familie Geld braucht. Als sie sieht, dass ihr keine andere Möglichkeit bleibt, nimmt Sam widerwillig den Job an. Sie beginnt schließlich im Massagesalon unter dem Pseudonym „Brandy“ zu arbeiten. Während Sam ihren Mann, ihre Mutter und ihre Freunde über ihren wahren Job belügt, verdient sie eine Menge Geld. Dadurch beginnen sie und ihre Familie in einem Luxus zu leben, den sie vorher nicht kannten. Neben dem vielen verdienten Geld wird Sam bald zur beliebtesten Prostituierten im Salon und die Kunden fangen an, ihr hochwertige Geschenke wie echtes Gold und Diamant-Schmuck zu schenken.
Sam verbringt immer mehr Stunden in ihrem Job, während Rex einen Job als Kammerjäger anfängt und Besorgnis über die vielen Stunden, die sie arbeitet, äußert. Erschöpft und sich schuldig fühlend fängt Sam auf Anregung eines ihrer Kunden an, Kokain zu nehmen, um das was sie tut zu bewältigen. Dadurch wird sie süchtig. Als eine andere Prostituierte bemerkt, dass ein lokaler Pfarrer ihr nächster Kunde sein wird, beschließt diese, den Job zu kündigen. Die junge Frau berichtet dann dem Geistlichen einer naheliegenden Kirche von dem als Massagesalon getarnten Bordell und gibt Gott als Beweggrund für ihre Offenlegung an.
Schließlich wird die Polizei alarmiert, die das Geschäft stürmt. Sam, ihre Mitarbeiter und einige ihrer Kunden werden wegen Prostitution verhaftet und Sam wird zusätzlich noch wegen Drogenbesitzes angeklagt, als die Polizei bei ihr Kokain findet. Ein entsetzter Rex bekommt durch die Fernsehnachrichten mit, dass Sam als eine der Prostituierten verhaftet wurde, und trotz Sams Versuche, ihre zerbrochene Ehe zu reparieren, zieht Rex mit den Kindern zu seiner Mutter. Eine befreundete Anwältin hilft Sam und den anderen ehemaligen Prostituierten dabei, eine ermäßigte Strafe im Austausch für ihre Aussagen gegen einige ihrer bekannten Kunden zu verhandeln. Durch den Deal wurden alle Angeklagten im Prozess zu 30 Tagen Gefängnis verurteilt, die sie auch sofort antreten. Nach Sams Freilassung besuchen sie einige der ansässigen Frauen und fragen sie um Rat, wie sie die Aufregung in ihren eigenen Beziehungen wieder neu entfachen können. Sam hat währenddessen einen Job als Kellnerin angenommen und geht auch wieder in die Schule, um ihre Fehler zu vergessen.
An ihrem Geburtstag verbringt Sam endlich wieder etwas Zeit mit ihren Kindern und versöhnt sich mit ihrer Mutter. Rex, der ebenfalls anwesend ist, spricht mit ihr und deutet an, dass er bereit ist, mit ihr wieder eine Beziehung aufzubauen, wenn auch in kleinen Schritten.

## Besetzung und Synchronisation
Die deutsche Synchronisation entstand unter der Dialogregie von Monica Bielenstein.
| Rollenname            | Schauspieler/in        | Synchronsprecher/in |
| --------------------- | ---------------------- | ------------------- |
| Samantha „Sam“ Horton | Jennifer Love Hewitt   | Luise Helm          |
| Rex Horton            | Teddy Sears            |                     |
| Dee                   | Sonja Bennett          | Marie Bierstedt     |
| Jackie                | Lynda Boyd             | Peggy Sander        |
| Doreen                | Chelah Horsdal         | Antje von der Ahe   |
| Tanya                 | Heather Doerksen       | Katrin Zimmermann   |
| Emma                  | Kacey Rohl             | Shanti Chakraborty  |
| Laura                 | Kandyse McClure        | Melanie Hinze       |
| Cassie                | Cybill Shepherd        | Monica Bielenstein  |
| Jim Reed              | Carmon McDonald        |                     |
| Carol Reed            | Haviland Stillwell     | Maria Koschny       |
| Charlie Horton        | Olivia Steele-Falconer |                     |

## Hintergrund
Die Liste wurde von Wintergreen Productions und dem US-amerikanischen Kabelsender Lifetime produziert. Der Film wurde am 19. Juli 2010 auf dem US-amerikanischen Sender Lifetime erstausgestrahlt. Die Premiere verfolgten 3,9 Millionen Zuschauer und war die meistgesehene Sendung an diesem Abend unter den weiblichen Zuschauern im Alter zwischen 18 und 49. Seine deutsche Premiere fand am 18. Januar 2012 beim Pay-TV-Sender Sky statt. Eine auf dem Film basierende gleichnamige Fernsehserie mit zunächst zehn Episoden lief ab dem 8. April 2012 im US-amerikanischen Fernsehen bei Lifetime. Die Serie ist dabei eine Neuverfilmung des Films, wobei Hewitts Figur einen anderen Namen trägt und die Serienhandlung keine direkte Fortsetzung der Handlung des Films darstellt. Die Serie lief über zwei Staffeln mit insgesamt 25 Episoden, ehe sie im November 2013 nach einem Streit über die kreative Richtung einer möglichen dritten Staffel zwischen den Produzenten und der Hauptdarstellerin Hewitt vom Sender eingestellt wurde. Die deutschsprachige Erstausstrahlung der Serie wurde ab dem 5. November 2013 beim Bezahlfernsehsender Passion gezeigt.

## Rezeption

### Kritik
Die Liste wurde von der Fernsehzeitschrift Entertainment Weekly als typischer Lifetime-Film bezeichnet, der „billigen Nervenkitzel… [aber] gleichzeitig moralischen Auftrieb biete“. Auch wurde der Film von TV Spielfilm als schlecht bewertet und als „eine lange Liste verlogener Puffmoritaten“ beschrieben. Ebenso betitelte sie den Film als TV-Kolportage und führte weiter aus, dass er die „(angeblichen) Folgen der Wirtschaftskrise zeige“, dabei auf „wahren Begebenheiten“ beruhe, indes er „verschämt die hässliche Seite der Prostitution ausblende“.

### Auszeichnungen und Nominierungen
Golden Globe Award
2011: Nominierung in der Kategorie Beste Hauptdarstellerin – Mini-Serie oder TV-Film für Jennifer Love Hewitt
Young Artist Award
2011: Auszeichnung in der Kategorie Beste Nebendarstellerin in einem Fernsehfilm, Miniserie oder Special für Olivia Steele-Falconer